# Casa de Las Gárgolas
La Casa ubicada en av. Vicuña Mackenna n. 84, conocida como Casa de Las Gárgolas, es un inmueble residencial tipo "chalé", diseñado por el arquitecto Eduardo Costabal Zegers, y se emplaza en la calle Viña del Mar, de la en la comuna de Providencia, Provincia de Santiago, Región Metropolitana de Santiago, Chile. Construida en 1929, fue declarada Monumento Histórico mediante Decreto Exento n. 858 de 2001 y es sede del Consejo de Monumentos Nacionales de Chile.

## Historia
Fue construida en 1929 por encargo de don Melitón Moreno, agricultor curicano, al arquitecto don Eduardo Costabal Zegers. El inmueble, originalmente creado con fines residenciales, es uno de los típicos chalés de los comienzos de la década de 1930. El sector donde se emplaza esta casa corresponde a un barrio consolidado, en el cual se encuentra la Calle Viña del Mar, conjunto urbano de refinada arquitectura, basada en las ideas de la ciudad Jardín,[cita requerida] y que fue declarado Zona Típica en 1997.
Debido a su privilegiada ubicación, sumada a los múltiples valores constructivos, arquitectónicos y urbanos que la caracterizan, fue declarada Monumento Nacional en la categoría de Monumento Histórico por el Ministerio de Educación, mediante el Decreto Exento n. 858 emitido el 29 de octubre de 2001.
Desde 2002, la Casa de las Gárgolas es sede del Consejo de Monumentos Nacionales de Chile, gracias a la permuta realizada en el año 2000 entre el propietario (el homeópata Dr. Pineda) y el Ministerio de Bienes Nacionales, garantizando así su conservación y potenciando sus valores constructivos y arquitectónicos, aportándole valor al barrio y a la Zona Típica o Pintoresca de la calle en donde se encuentra ubicada.

## Descripción

### Arquitectura
El nombre por el cual se conoce al inmueble popularmente, «Casa de las Gárgolas», se debe a los elementos decorativos propios de la neogótico y del estilo Tudor que la componen y, más específicamente, a la presencia de grifos y gárgolas en su fachada exterior.
Es una construcción típica de los años 30 en Chile, que exhibe una clara armonía en los juegos volumétricos construidos, logrado por distintos planos de cubiertas, el tratamiento de estucos, uso de las albardillas y sus distintos elementos decorativos, especialmente sus altorrelieves, ménsulas, ventanas ojivales, canales y bajadas en cobre, el balcón y la tribuna, puertas y pisos de madera, todos tratados como elementos medievales.
El inmueble consta de dos construcciones independientes entre sí: una casa principal y una casa de servicio, ambas de dos plantas, conservando así la escala de las otras construcciones de la avenida. De este modo, la casa principal, cuenta con una arquitectura más jerárquica que hace esquina de avenida Vicuña Mackenna con calle Viña del Mar, donde los distintos niveles se comunican mediante una escalera hecha en madera de noble carpintería artística, con diseño que incorpora un pie de arranque. Por su parte, la casa de servicio contaba originalmente con una cochera que se comunica con la calle Viña del Mar. Ambos recintos se comunican entre sí mediante arcos de distinta factura: adintelados, conopiales, ojivales, y apechinados, lo cual se ve enriquecido además con la combinación de distintos materiales, entre los que destacan el uso de:

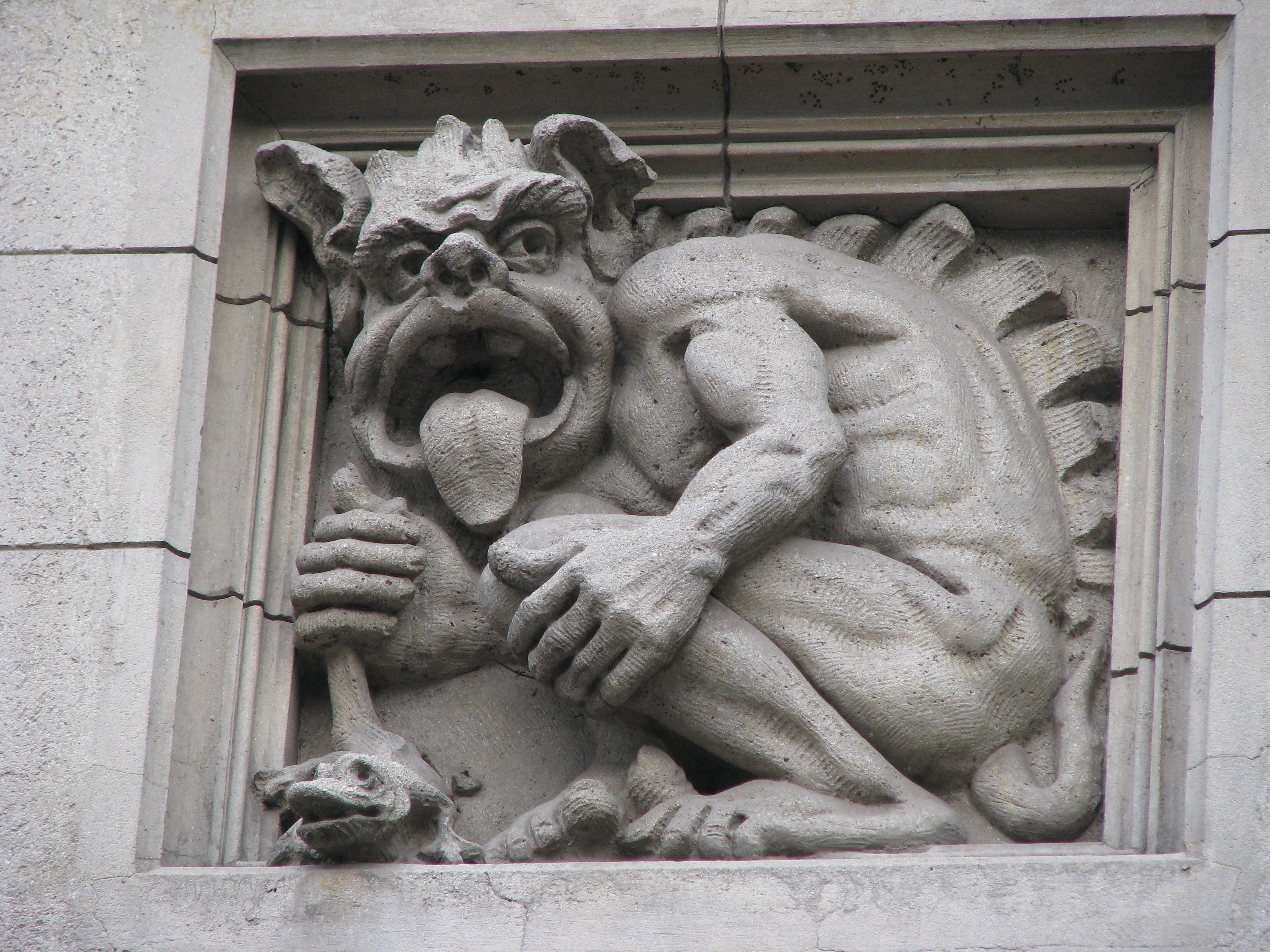
Gárgola. altorrelieve, tallado en el muro lateral de la casa principal.

- Piedra artificial, de aspecto análogo al de ciertas piedras naturales usadas en las tracerías neogóticas, los arcos, las nervaduras y los revestimientos en general.
- Piedra natural esculpida, usada en algunos detalles especiales como la chimenea, el fierro fundido y forjado, usado en la quincallería y forja artística.
- Vitrales en las ventanas.
- Carpintería de madera de las puertas, el machihembrado de piso y en el envigado del cielo.
- Cobre usado en las protecciones hídricas.
- Yeso en cielos con molduras y enriquecimientos.
- Baldosas con diseños de motivos medievales.

### Restauración
Posterior a la permuta concretada por el Ministerio de Bienes Nacionales, el Consejo de Monumentos Nacionales inició los trabajos de restauración del inmueble en marzo de 2000, los cuales consistieron inicialmente en la demolición de aquellos elementos añadidos con posterioridad que distorsionaban al edificio original, y la restitución del trazado original de la escalera del volumen anexo. Luego, durante 2001, se habilitó en forma completa la cochera (gracias al aporte del Sr. José Villanueva) con el objeto de destinarlo a sala múltiple de conferencias, además de dotar a la totalidad de la casa con un sistema de instalaciones eléctricas. Finalmente, en marzo de 2003 se realizó la habilitación integral, que incluyó la restauración de diversos elementos artísticos (gárgolas, chimenea, vitrales, canales y bajadas de aguas lluvias en cobre y carpinterías de madera) y por último la iluminación interior y exterior, entre otros.